# Riu Cheyair
El riu Cheyair és un riu d'Andhra Pradesh a l'Índia.
Corre inicialment per les muntanyes Seshachellam. Al punt on es creua amb la via fèrria prop de Nandular es va produir el 1870 un greu accident. Les aigües són violentes i la seva utilització per regar és limitada.